# Gamochaeta coarctata
Gamochaeta coarctata là một loài thực vật có hoa trong họ Cúc. Loài này được (Willd.) Kerguélen mô tả khoa học đầu tiên năm 1987.